# Canal Vía Cuba
El canal Vía Cuba es un proyecto de la realización de un canal para el tráfico marítimo que atravesaría la isla de Cuba de norte a sur comunicando el océano Atlántico con el mar Caribe. Su origen se remonta a año 1902 y se intentó realizar en 1954 bajo el gobierno de Fulgencio Batista y Zaldívar.
El canal Vía Cuba, también conocido como "el canal rompe Cuba" por diversos medios de comunicación de la época, pretendía facilitar el tráfico marítimo entre EE. UU. y el Canal de Panamá.

## Características de la obra
El proyecto reflejaba la construcción de un canal con una longitud aproximada de 80 km que cruzaría la isla de norte a sur entre la bahía de Cárdenas (en la provincia de Matanzas) y la bahía de Cochinos (en la provincia de Las Villas). La anchura mínima sería de 40 m y la profundidad mínima de 15, permitiendo el tráfico de buques de gran calado.

## Historia
Ideado en 1912 se concretó en 1954 viendo la luz el 14 de agosto de ese año cuando la Gaceta Oficial de la República publica la Ley– Decreto número 1618 en donde se expone el proyecto constructivo.
Dentro de las diferentes disposiciones transitorias que se recogían figuraba la cesión de todos los derechos de construcción y explotación por un periodo que superaba los 99 años ala empresa norteamericana "Compañía del Canal Atlántica al Mar Caribe. S.A.". El proyecto, además de las afectaciones al medio ambiente, se pretendía realizar en áreas de promoción turística e industrial.
La inversión presupuestada era de 400 millones de dólares, aunque se calcula que para completar los trabajos sería necesario llegar a 700 millones. El proyecto recogió muchas críticas de diferentes sectores de la sociedad, por ejemplo el historiador y economista Óscar Pino Santos en un artículo que publicó en la revista "Carteles" decía: 

Si el Canal geográficamente no está justificado, lo estaría entonces desde el punto estratégico y en un caso de guerra, cambiaría su categoría de centro geográfico del Caribe, por centro militar de toda esta vasta zona" y "las consecuencias de tal hecho son casi incalculables,

Las protestas por la construcción de la infraestructura fueron generalizadas y en ellas participaron relevantes figuras de diversas áreas del conocimiento y de la sociedad. El gobierno respondió con represión y argumentos pobres como el decir que "la oposición al canal se había originado en la gran zona comunista". Estas protestas lograron desacreditar el proyecto hasta evitar su ejecución.